# Nyssia goodwini
Nyssia goodwini là một loài bướm đêm trong họ Geometridae.